# Kanton Agen-3
Agen-3 is een kanton van het Franse departement Lot-et-Garonne. Het kanton maakt deel uit van het arrondissement Agen en telde in 2018 16.178 inwoners.
Het kanton werd gevormd ingevolge het decreet van 26 februari 2014 met uitwerking op 22 maart 2015.

## Gemeente
Het kanton omvat enkel een zuidelijk deel van de gemeente Agen.